# محوطه قطار تپه سی
محوطه قطار تپه سی مربوط به دوره اشکانیان است و در شهرستان اردبیل، بخش مرکزی، دهستان شرقی، روستای پیره سحران واقع شده و این اثر در تاریخ ۲۷ بهمن ۱۳۸۷ با شمارهٔ ثبت ۲۴۵۳۸ به‌عنوان یکی از آثار ملی ایران به ثبت رسیده است.